# ももかりん
ももか りん（1990年12月15日 - ）は、日本のAV女優。
趣味・特技：料理・マッサージ。 

## 略歴
2009年9月に『SUPER GIRL DEBUT ももかりん』でAVデビュー。

## 出演作品

### アダルトビデオ
2009年
- SUPER GIRL DEBUT ももかりん（9月13日、嵐を呼ぶスーパーガール）
- 絶対コスプレ宣言!! ももかりん（10月13日、嵐を呼ぶスーパーガール）
- ドキドキ野外FUCK ももかりん（11月13日、嵐を呼ぶスーパーガール）
- 嵐を呼ぶSUPER GIRLS総集編（12月13日、嵐を呼ぶスーパーガール）
- セル初×HIGHSCHOOL顔射バズーカ!!（2009年12月25日、美）

2010年
- 女子のお宅に、おじゃまします。 Issue.06（2月2日、プレステージ）
- 中出し痴漢地獄 ももかりん（7月8日、SODクリエイト）
- 奴隷オークション 商品CODE:No.206 堕とされた社長令嬢 ももかりん（12月7日、アタッカーズ）

2011年
- キチクリンカン93 ももかりん（1月7日、アタッカーズ）
- Gyu！ 真正中出しラブリーデート ももかりん（1月29日、モブスターズ）
- 男根に躾けられた女4 ももかりん（2月7日、アタッカーズ）
- 東京FUNKY GALS EX 06 ももかりん（4月29日、ピエロ）